# Jennifer Lynn Barnes
Jennifer Lynn Barnes (* 19. Oktober 1984 in Tulsa, Oklahoma) ist eine US-amerikanische Schriftstellerin im Bereich der amerikanischen Jugendliteratur (Young Adult Fiction) und Psychologin.

## Werdegang
Barnes studierte Psychologie, Psychiatrie und Kognitionswissenschaft und erwarb Abschlüsse der Universitäten Cambridge und Yale. Sie promovierte 2012 in Yale. An der University of Oklahoma unterrichtet sie als Associate Professor Professionelles Schreiben und Psychologie. Fachwissenschaftlich beschäftigt sie sich unter anderem mit der Psychologie von Fandom.
Als Autorin im Bereich Young Adults hat sie mehr als ein Dutzend Bücher verfasst. Ins Deutsche übersetzt wurde bisher (Stand 2025) die Reihen „The Inheritance Games“(+ Spinn off und Zusatzgeschichten), „Cold Case Academy“, „Little White Lies“ und „Golden“.

## Werke (Auswahl)

### Reihe Cold Case Academy / The Naturals
1. Cold Case Academy. Ein mörderisches Spiel / Vergiss mein nicht. cbt-Verlag, 2013.
2. Cold Case Academy. Ein tödliches Rätsel / Auf ewig dein. cbt-Verlag, 2014.
3. Cold Case Academy, Eine riskante Entscheidung. cbt-Verlag, 201.5
4. Cold Case Academy. Eine gefährliche Enthüllung. cbt-Verlag, 2016.

### Reihe The Inheritance Games
1. The Inheritance Games. Eine unbekannte Erbin. cbt-Verlag 2022.
2. The Inheritance Games. Eine mörderische Familie. cbt-Verlag 2022.
3. The Inheritance Games. Eine mördersiche Mission. cbt-Verlag 2022.
4. The Inheritance Games. The Brothers Hawthorne / Vier Brüder – Zwei Missionen. cbt-Verlag 2023.
5. The Inheritance Games. Games Untold / Die The-Inheritance-Games-Geschichten. cbt-Verlag 2024.

### Reihe The Grandest Game
Spin-Off zur Reihe The Inheritance Games
1. The Grandest Game. Nur einer gewinnt. cbt-Verlag 2024.

## Auszeichnungen
- 2023: LovelyBooks Community Award Gold in der Kategorie Jugendbuch – Belletristik für The Inheritance Games – Der letzte Schachzug.[1]
- 2023: Buxtehuder Bulle für The Inheritance Games The Inheritance Games – Der letzte Schachzug[2]